# Шамбулив
Шамбулив (фр. Chamboulive) насеље је и општина у централној Француској у региону Лимузен, у департману Корез која припада префектури Тил.
По подацима из 2011. године у општини је живело 1176 становника, а густина насељености је износила 25,13 становника/km². Општина се простире на површини од 46,8 km². Налази се на средњој надморској висини од 430 метара (максималној 530 m, а минималној 312 m).

## Демографија
| 1962. | 1968. | 1975. | 1982. | 1990. | 1999. | 2011. |
| ----- | ----- | ----- | ----- | ----- | ----- | ----- |
| 1.247 | 1.411 | 1.281 | 1.210 | 1.190 | 1.133 | 1.176 |

График промене броја становника у току последњих година